# Sinatra & Strings
Sinatra & Strings è un album del crooner statunitense Frank Sinatra, pubblicato nel 1962 dalla Reprise Records.

## Il disco
L'album è composto principalmente da ballate, e può ricordare per stile Frank Sinatra Sings for Only the Lonely. Primo disco di Sinatra con l'arrangiatore Don Costa, Sinatra & Strings è un trionfo di passione e slancio molto superiore al precedente album di Sinatra, I Remember Tommy. Costa stesso definirà l'album il suo capolavoro.

## Tracce

### Lato A
1. I Hadn't Anyone Till You - 3:44 - (Noble)
2. Night and Day - 3:37 - (Porter)
3. Misty - 2:41 - (Garner, Burke)
4. Stardust - 2:48 - (Carmichael, Parish)
5. Come Rain or Come Shine - 4:06 - (Mercer, Arlen)

### Lato B
1. It Might as Well Be Spring - 3:15 - (Hammerstein, Rodgers)
2. Prisoner of Love - 3:50 - (Columbo, Robin, Gaskill)
3. That's All - 3:21 - (Haymes, Brandt)
4. All or Nothing at All - 3:43 - (Lawrence, Altman)
5. Yesterdays - 3:45 - (Harbach, Kern)

### Tracce aggiunte successivamente
1. As You Desire Me (Wurbel)
2. Don't Take Your Love from Me - 4:05 - (Nemo)

## Musicisti
- Frank Sinatra - voce;
- Don Costa - arrangiamenti.